# Crivellia papaveracea
Crivellia papaveracea är en svampart som först beskrevs av De Not., och fick sitt nu gällande namn av Shoemaker & Inderb. 2006. Crivellia papaveracea ingår i släktet Crivellia och familjen Pleosporaceae.   Inga underarter finns listade i Catalogue of Life.